# M.T.D.

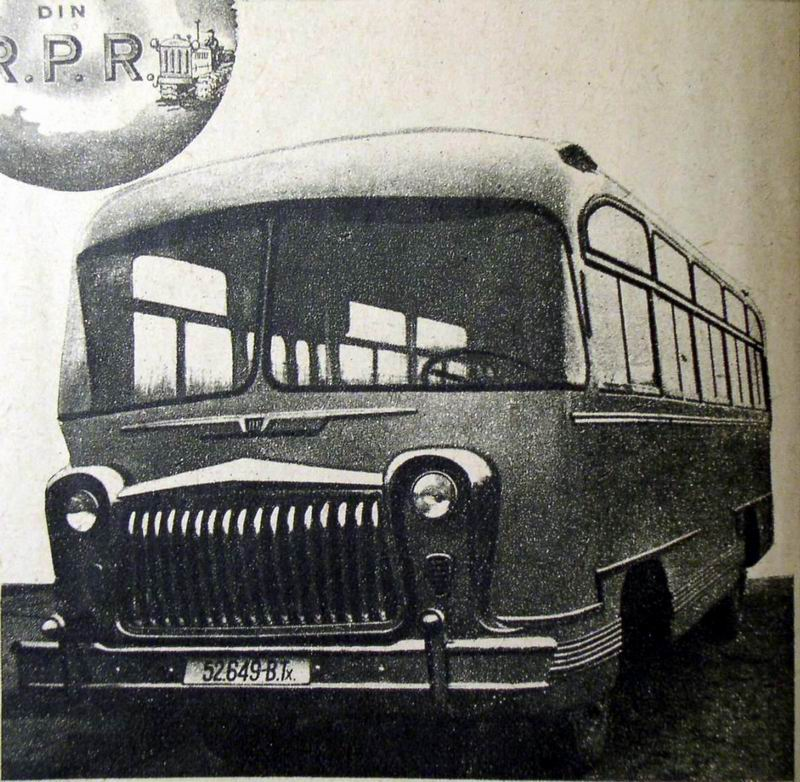
Autobuz MTD

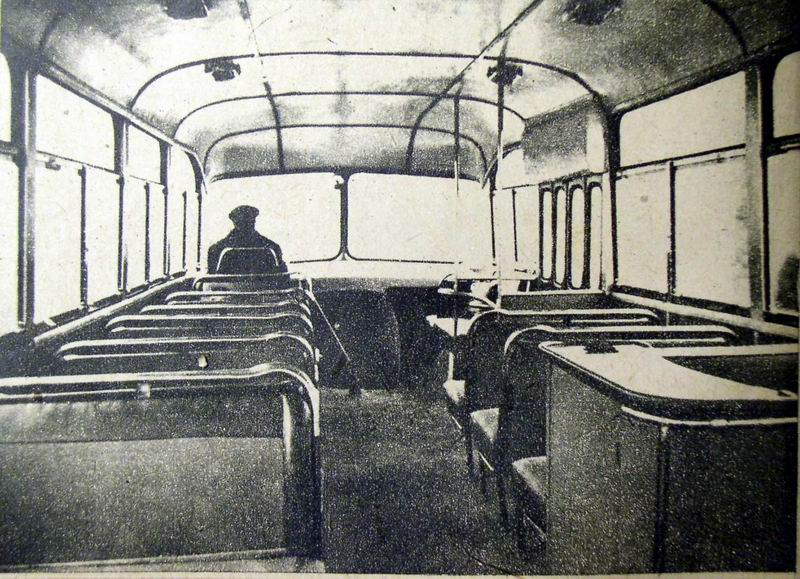
Interiorul autobuzului

M.T.D. (Mao Tze Dun) este un autobuz fabricat de uzinele Vulcan din București în anii 1955-1956. 
Caroseria din profile de tablă de oțel era construită la Atelierele Centrale ITB și era montată pe un șasiu de autocamion SR-101, prelungit cu longeron suplimentar. Autobuzul avea o lungime de 8,5 m, lățime de 2,52 m, înălțime de 2,92 m și dispunea de un motor Zis 120 de 90 CP. Autobuzul putea transporta 60 de persoane, din care 28 ocupau loc pe scaune.
Prototipul a fost executat de muncitorii, inginerii și tehnicienii atelierelor centrale l.T.B. Primul lot de 30 de autobuze a fost pus în circulație în București, pe liniile 31 și 47.